# Schizaphis palustris
Schizaphis palustris är en insektsart. Schizaphis palustris ingår i släktet Schizaphis och familjen långrörsbladlöss. Inga underarter finns listade i Catalogue of Life.